# Horst Mandl
Horst Mandl, född 8 januari 1936, död 14 juli 2018, var en friidrottare från Österrike. Han deltog vid olympiska sommarspelen 1968.